# Jezioro Studzienne
Jezioro Studzienne – jezioro w woj. kujawsko-pomorskim, w powiecie bydgoskim, w gminie Koronowo, leżące na terenie Pojezierza Południowokrajeńskiego. Położone na terenie Obszaru Chronionego Krajobrazu Rynny Jezior Byszewskich.

## Dane morfometryczne
Powierzchnia zwierciadła wody wynosi 26,7 ha.
Zwierciadło wody położone jest na wysokości 89,7 m n.p.m. Średnia głębokość jeziora wynosi 10,3 m, natomiast głębokość maksymalna 22,5 m.
Na podstawie badań przeprowadzonych w 1978 roku wody jeziora zaliczono do poza klasą klasy czystości i II kategorii podatności na degradację.

## Hydronimia
Według urzędowego spisu opracowanego przez Komisję Nazw Miejscowości i Obiektów Fizjograficznych (KNMiOF) nazwa tego jeziora to Jezioro Studzienne.